# Ausim
Ausim – miasto w Egipcie, w muhafazie Giza. W 2006 roku liczyło 67 485 mieszkańców.